# Yoel Levi
Yoel Levi (16 de agosto de 1950) é um maestro e músico.

## Biografia
Levi nasceu na Romênia e cresceu em Israel. Ele estudou na Academia de Música de Tel-Aviv, tornando-se Mestre de Artes com distinção. Ele também estudou na Academia de Música de Jerusalém, com Mendi Rodan. Levi venceu, em 1978, a Competição Internacional para Jovens Maestros Besaçon. Levi também estudou com Franco Ferrara em Siena e Roma, com Kiril Kondrashin na Holanda e na Escola de Música e Drama Guildhall, em Londres.
Em 1988 ele tornou-se o Diretor Musical e Maestro Residente da Orquestra Sinfônica de Atlanta. Levi tornou-se Diretor Musical Emérito em 2000, sucedendo ao Diretor Musical Robert Spano. De 2004 a 2005 ele continuou a conduzir a orquestra, em dois concertos semanais em Atlanta. Em 2001 ele recebeu o prêmio de Cavaleiro da Ordem de Artes e Letras pelo governo francês.
Ele conduziu a Orquestra Filarmônica de Estocolmo em 1991, na Cerimônia Prêmio Nobel. Com ele, a Orquestra Sinfônica de Atlanta apresentou-se nas cerimônias de abertura e encerramento dos Jogos Olímpicos de Verão, em 1996, em Atlanta.
Em 2005, ele tornou-se o Músico Adjunto da Orquestra da Rádio Finlandesa e Maestro Convidado Residente da Filarmônica de Israel. 
Levi já conduziu as mais renomadas orquestras do mundo, incluindo a Filarmônica de Nova Iorque, a Orquestra Filarmônica de Praga, a Orquestra Sinfônica de Roma, a Filarmônica de Los Angeles, a Orquestra Filarmônica dos Países Baixos, a Orquestra Sinfônica de Chicago, a Orquestra Sinfônica de Boston, a Orquestra de Cleveland, a Orquestra Sinfônica de São Francisco, a Orquestra da Filadélfia e a Orquestra Sinfônica de Montreal.